# Splittertarn
Splittertarn, eigentlich Buntfarbenaufdruck, ist ein militärisches Tarnmuster, das 1931 bei der deutschen Reichswehr eingeführt wurde und in zahlreichen Varianten bis heute international in Gebrauch ist. Der Name Splittertarn wurde erst nach dem Zweiten Weltkrieg von den US-Amerikanern geprägt.

## Vorläufer

Buntfarbenanstrich in einer gestrichenen frühen Version ab 1918

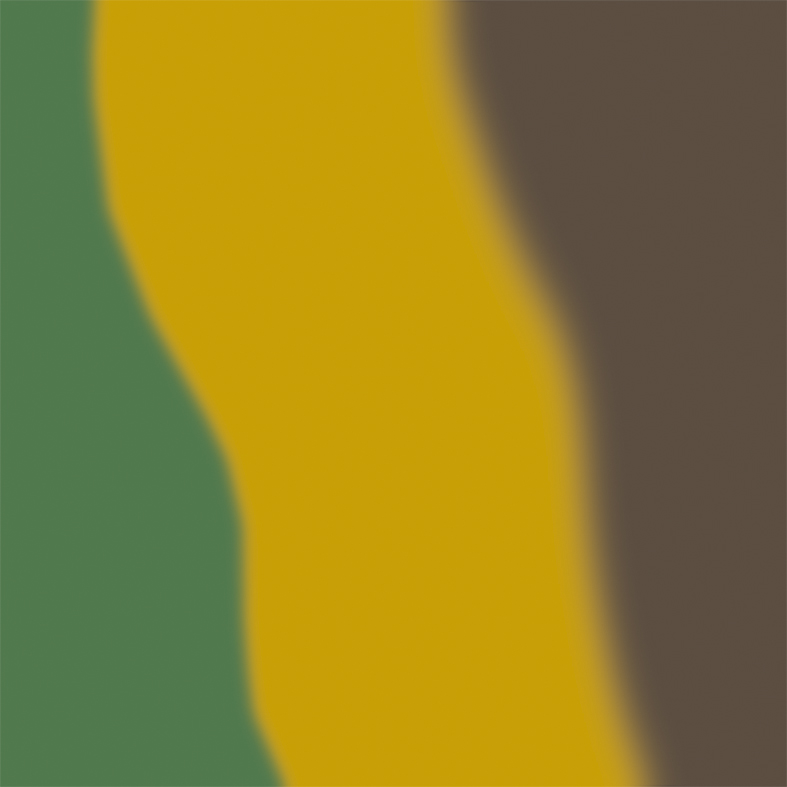
Buntfarbenanstrich in einer gesprühten Version zwischen 1935 und 1937

1931 wurde bei der deutschen Reichswehr ein ungewöhnliches Tarnmuster vorgestellt, das nach dem Zweiten Weltkrieg von den US-Amerikanern den Namen „Splittertarn“ erhielt. Der Ursprung dieses Musters lag bei dem ab Juli 1918 eingeführten Buntfarbenanstrich in der kaiserlichen Armee und Luftwaffe. Der damalige Anstrich für militärisches Gerät und Ausrüstung ist eng mit dem Aufbau der Panzerwaffe durch die Entente verbunden, die bereits seit 1916 für ihre Tanks tarnende Muster verwendet hatte.
Der Buntfarbenanstrich 1918 galt zwar nicht für Uniformen, doch wurden teilweise bereits LKW-Planen und Stahlhelme
damit bestrichen. Er bestand aus scharfeckigen Tarnflecken in den Farben Rostbraun, Grün und Ockergelb, die mit dicken schwarzen Strichen voneinander abgegrenzt wurden. Die Flecken waren aufgemalt; Sprühfarben kamen beim deutschen Militär erst in den 1930er Jahren auf. Fotografien zeigen eine Vielzahl von Varianten des Farbauftrags. Beispielsweise großflächige unregelmäßige Formen beim Kampfwagen A7V oder wabenförmige Drucke auf den Bespannungen der Flugzeuge.
Ab 16. Mai 1922 wurde der Buntfarbenanstrich 1918 für die neu gegründete Reichswehr übernommen, wobei in der Praxis zumeist auf die schwarzen Umrandungen verzichtet wurde. Zudem wurden die Farben nun in wellenförmigen Mustern aufgetragen. Schwierigkeiten machte den Anwendern der Farben jedoch die Uneinheitlichkeit der Herstellungsmethoden, die Auswirkungen auf Qualität, Haltbarkeit sowie farbliche Gleichheit der Lacke hatte. Um ein Höchstmaß dieser Bedingungen zu erfüllen, wurde 1925 der Reichsausschuss für Lieferbedingungen (RAL) gegründet. Der zuletzt auf benzinresistentem Alkydharzlack basierende Buntfarbenanstrich 1918 blieb bis 1937 Vorschrift beim deutschen Militär und wurde danach durch einen einfarbigen dunkelgrauen Anstrich ersetzt.
Die Rekonstruktion der Originalfarbwerte des Buntfarbenanstrichs ist schwierig, da der RAL seither einige damalige Farben aus seinem Sortiment genommen hat, beziehungsweise einige militärische Unterlagen zu den Farben offensichtlich nicht erhalten geblieben sind. Es ist sicher, dass in den fast 20 Jahren, in denen der Buntfarbenanstrich Verwendung fand, die Farbtöne variierten. Folgende Farben sind durch Belegfunde zumindest für die Zeit zwischen 1935 und 1937 für diesen Anstrich gesichert:
- RAL 6002 laubgrün (ursprüngliche RAL-Nr. 27)
- RAL 1005 honiggelb (ursprüngliche RAL-Nr. 22)
- RAL 8014 sepiabraun (ursprüngliche RAL-Nr. 18g)

Bekannt ist auch folgende späte Variante:
- RAL 6007 moosgrün (ursprüngliche RAL-Nr. 28)
- RAL 8002 erdgelb (ursprüngliche RAL-Nr. 17)
- RAL 8010 biberbraun (ursprüngliche RAL-Nr. 18)

## Splittertarn bzw. Buntfarbenaufdruck 1931

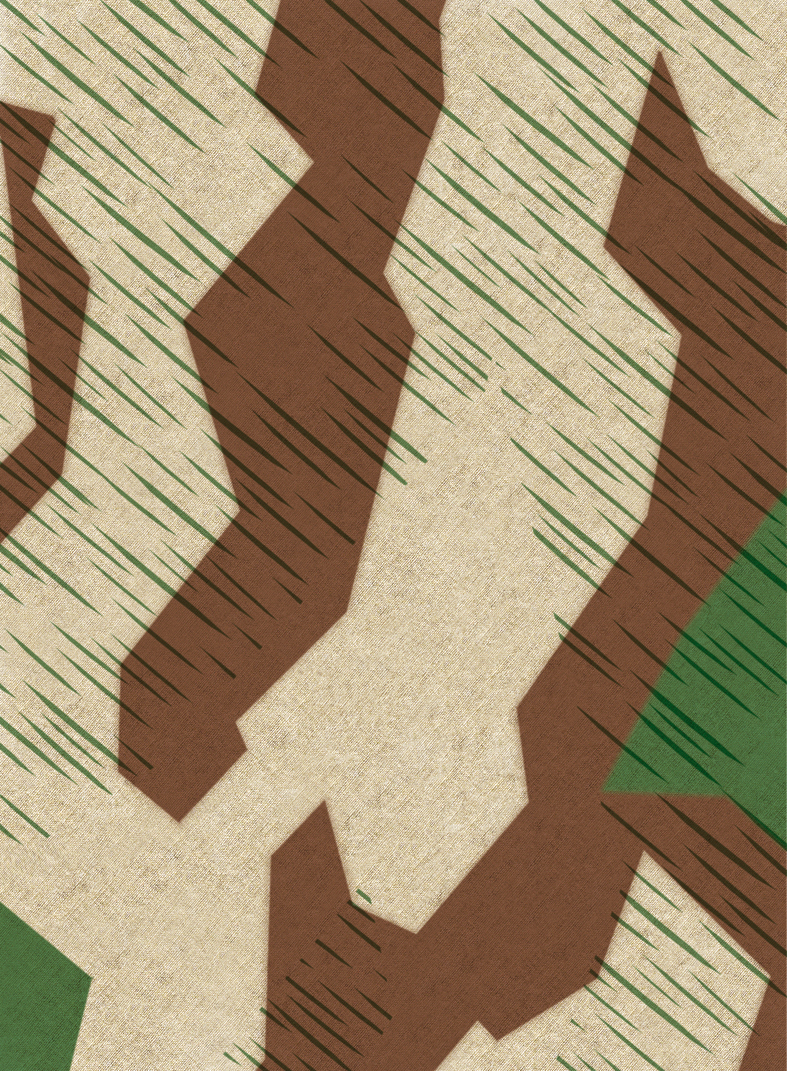
Das Bild zeigt die helle Farbseite der Zeltbahn im Buntfarbenaufdruck 31

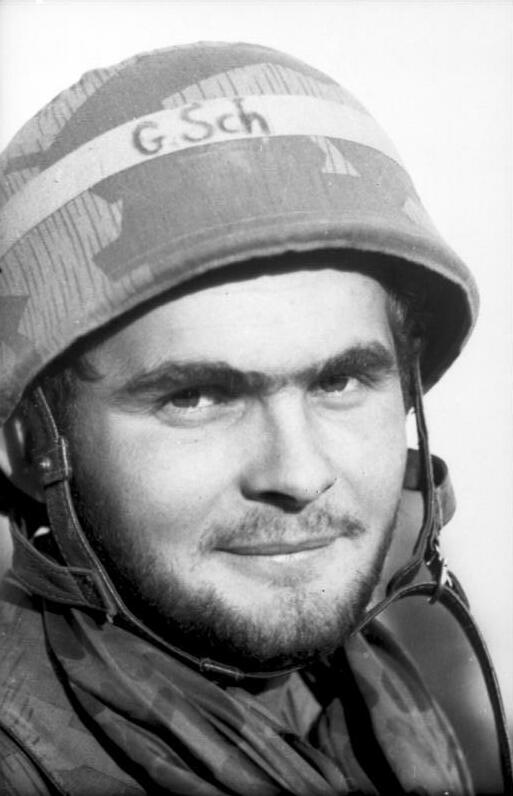
Fallschirmjäger 1944: Helmtarnbezug und Jacke mit dem Splittertarnmuster

Für das 1931 vorgestellte und 1932 eingeführte Vierfarben-Splittertarnmuster bildete der Buntfarbenanstrich 1918 mit seinen scharfen Ecken sowie seiner Farbgebung Ockergelb, Rostbraun und Grün die Grundlage. Auf die schwarzen Umrandungen wurde verzichtet. Vorgesehen war, ausschließlich die dreieckige Zeltbahn, die auch als Regen- und Tarnponcho im Feld verwendet werden konnte, mit dem neuen Muster zu bedrucken. Dabei sollte die Zeltbahn, die mit anderen zusammengeknöpft auch mehreren Personen Unterschlupf bot, mit einem Wendetarnmuster ausgeführt werden. Beide Seiten zeigten das gleiche Muster, jedoch war die eine Ausführung heller als die andere.
Statt des hellen Ockergelbs wurde ein gedämpftes Graubeige zur Grundlage der Zeltbahn, worauf im Siebdruckverfahren grüne und braune unregelmäßige scharfeckige Muster aufgebracht wurden. Als Neuerung für den so entstandenen Buntfarbenaufdruck („Splittertarn“) wurden zuletzt gleichfalls unregelmäßig verteilte, jedoch in eine Richtung weisende, gestrichelte Linien („Grashalme“) aufgedruckt, die das Muster zusätzlich verschwimmen lassen sollten. Diese Linien setzten sich in einem dunkleren Grünton von dem bei den Flecken gewählten ab. Bedruckt wurde wasserdichtes, verrottungsbeständiges und reißfestes Mako-Baumwollgewebe, dessen Fasern zuvor mit Indanthrenfarbstoffen gefärbt worden waren. Während des Krieges begann man aus Spargründen damit, die Aufdrucke auch mit anderen Farbmitteln auf billigere Textilien aufzubringen. Zudem wurde zuletzt vielfach die kostenintensivere Zweifarbenwendemöglichkeit aufgegeben. Deutliche Farbabweichungen vom Originalmuster waren eine Folge dieser Maßnahmen.
Ausrüstungen im Buntfarbenaufdruck wurden an folgende Einheiten ausgegeben:
- Wehrmacht Heer
- Wehrmacht Kriegsmarine
- Wehrmacht Luftwaffe
- SS-Fallschirmjäger

### Buntfarbenaufdruck 41
1941, höchstwahrscheinlich nicht früher, führte die deutsche Luftwaffe eine Variante des Buntfarbenaufdrucks 31 ein, die in der Fachliteratur auch „Splittertarn B“ genannt wird. Der hauptsächliche Unterschied zum 1931er Splittertarn ist, dass die Splitterflecken verkleinert wurden. Auch die Komplexität der Ineinanderschachtelung dieser Flecken ist offensichtlich. Das Muster scheint fabrikmäßig nur für den Knochensack und die Feldjacke hergestellt worden zu sein. Alle weiteren mit diesem Stoff hergestellten Ausrüstungsgegenstände wie Helmtarnüberzüge, sind offensichtlich an der Front nach Eigenbedarf entstanden. Die Herstellung des Splittertarn B ist 1944 eingestellt worden.

### Sumpftarnmuster 43/44
Im Kriegsjahr 1943 wurde die erste Variante des Buntfarbenaufdrucks eingeführt. Sie erhielt nach dem Krieg den Namen Sumpftarnmuster 43.
Im Unterschied dazu war nun die Grundfarbe des Stoffes ein Beigeton und die immer noch in deutlicher kantiger Splitterform aufgebrachten rotbraunen und grünen Flecken berührten sich nicht mehr. Zudem liefen die Splitter durch passende farbige Punktierungen weicher aus. Darüber war das unregelmäßige in eine Richtung verlaufende gestrichelte Linienmuster in einem dunkleren Grünton gedruckt. Eine weitere Variante des 1943 eingeführten Musters, die sich noch weiter vom Vorgänger entfernte, war das Sumpftarnmuster 44.
Das Sumpftarnmuster 43 wurde an Scharfschützen und Panzergrenadiere ausgegeben.

### Buntfarbenaufdruck 45
Der Buntfarbenaufdruck 45 war eine überarbeitete Variante des Buntfarbenaufdrucks 31, der eine Antwort auf die alliierten Nachtsichtgeräte darstellen sollte. Aus diesem Grund wurde das bisherige Splittermuster mit weiteren lichtabsorbierenden eckigen Flecken in schwarzer Farbe überdruckt. Dieses Tarnschema konnte jedoch nur in kleinen Mengen eingeführt werden.

## Nach 1945

### Schweiz

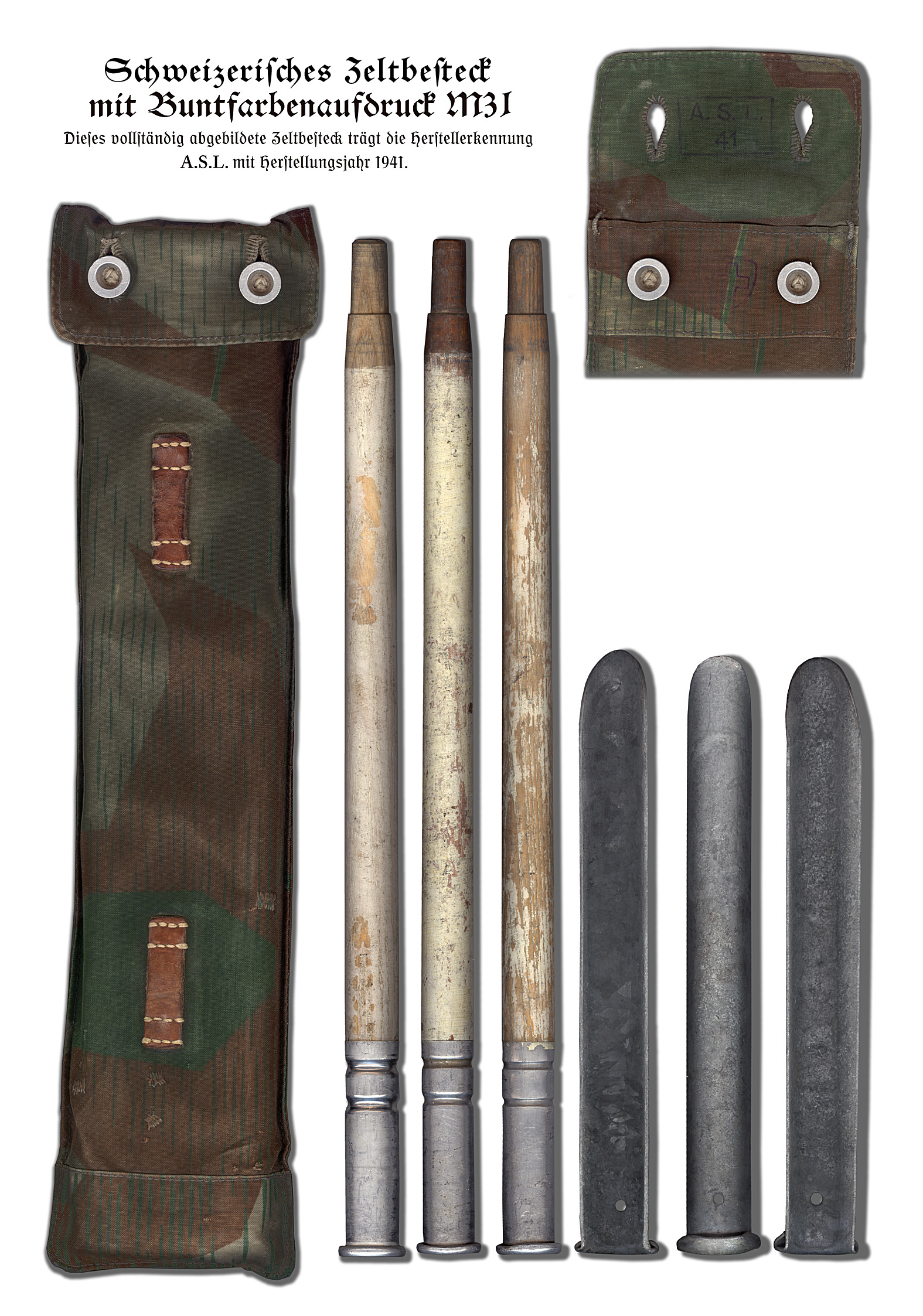
Schweizer Zelteinheit 01, die sich vom Zeltbesteck der Wehrmacht unterscheidet, jedoch fälschlich oft als Wehrmachtsmodell ausgegeben wird.

Bereits 1940 war in der schweizerischen Armee ein Fünffarben-Buntfarbenaufdruck mit den typischen eckigen Flecken eingeführt worden. Zusätzlich zu den Farben, die sehr ähnlich vom deutschen Vorbild übernommen worden waren, wurden hier teilweise zusätzlich mittelbraune Flecken eingestreut. Außerdem fielen bei manchen Ausführungen die gestrichelten Linien dicker aus als beim Buntfarbenaufdruck 31. Das Muster wurde bis 1955 verwendet.

### Bundesrepublik Deutschland

#### Bundesgrenzschutz

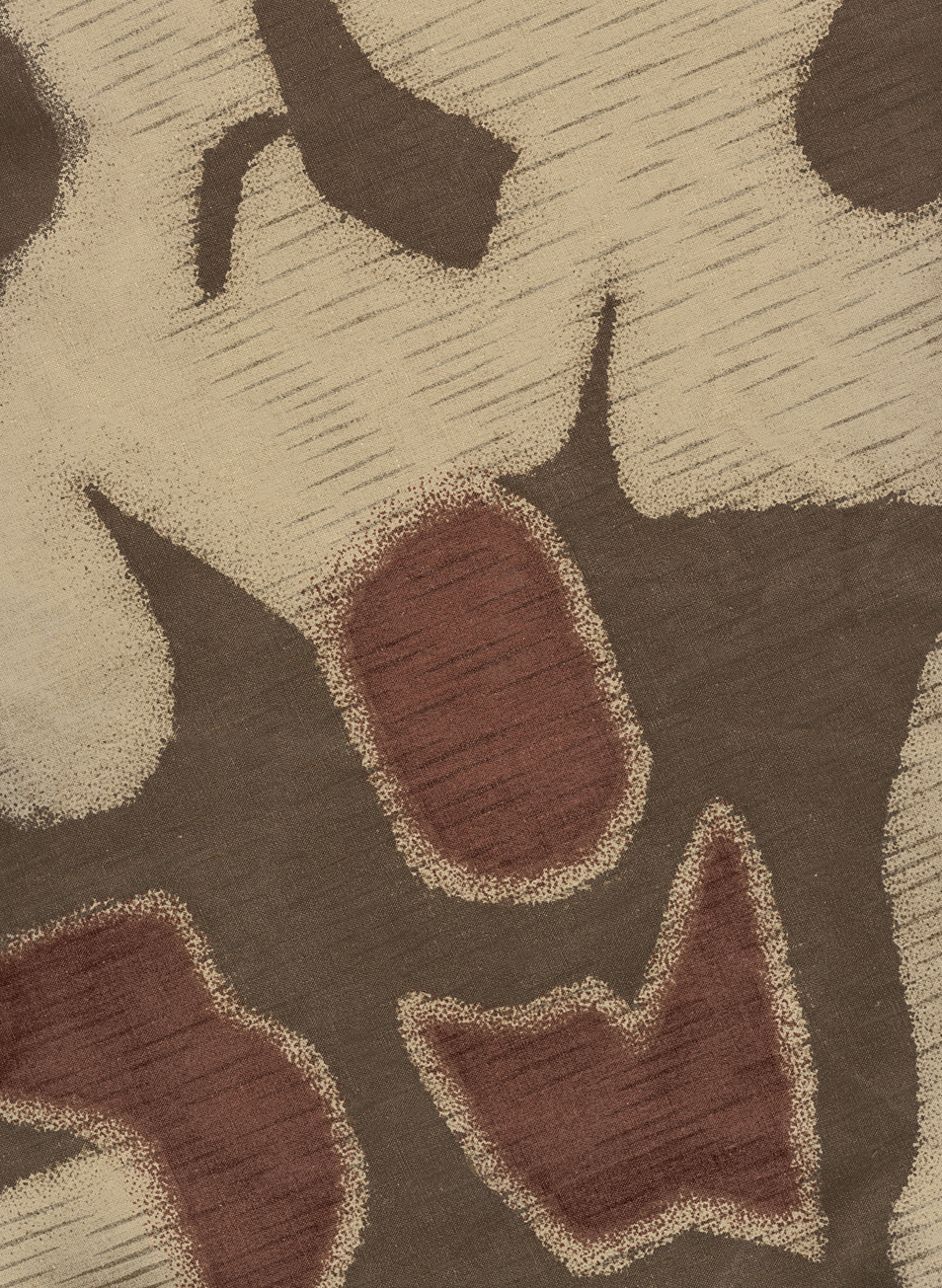
BGS-Sumpftarnmuster I

Bei der Aufstellung des BGS 1951 wurde dort zunächst übergangsweise der Buntfarbenaufdruck 31 eingeführt, doch bereits 1952 durch eine neu entwickelte Sumpftarnmustervariante ersetzt. Ausrüstungsgegenstände in Splittertarn waren jedoch noch bis mindestens 1962 im Einsatz. Das BGS-Sumpftarn wurde bis 1976 in drei zeitlich getrennten Farbvarianten hergestellt. Bei Sondereinheiten des BGS (GSG9) waren Helmtarnüberzüge mit dem BGS-Sumpftarnmuster noch im Jahre 2000 in Gebrauch.
Beim ersten BGS-Sumpftarn I (1952 bis 1959) lassen sich die eingesetzten Farben folgendermaßen definieren.
- Grundton: RAL 1019 Graubeige
- Rötliche Flecken: RAL 8012 Rotbraun
- Dunkelgraue Flecken: RAL 7006 Beigegrau
- Linien: RAL 7003 Moosgrau

Wichtig: Die RAL-Farben sind in diesem Fall nur als Näherungswerte gedacht, da es sich bei der RAL-Farbtafel um Lackfarben handelt.

#### Bundeswehr

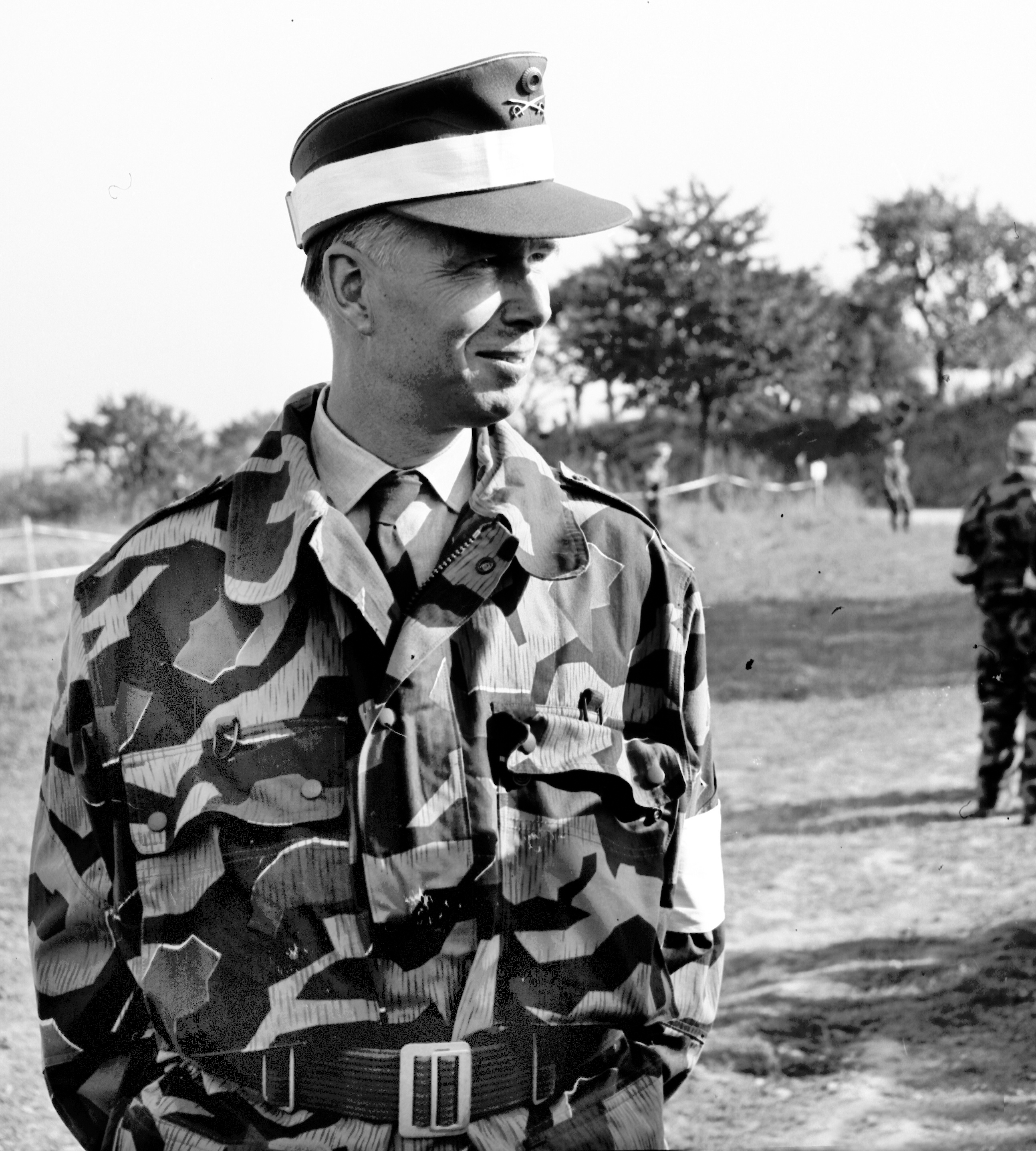
Generalmajor Wolf von Baudissin im Feldanzug

Schon vor Gründung der Bundeswehr und der öffentlichen Diskussion über deren Für und Wider hatte die Bundesregierung im Oktober 1950 die „Dienststelle Blank“ unter dem „Sonderbeauftragten des Kanzlers“, Staatssekretär Theodor Blank, eingerichtet, die sich mit einer zeitgemäßen Uniformierung zukünftiger deutscher Soldaten befasste. Nach Aufstellung der Bundeswehr im Jahre 1955 wurde bei der Truppe sofort ein Kampfanzug in leicht abgewandeltem Splittertarn M31 der Reichswehr bzw. Wehrmacht eingeführt, doch bereits 1960 gegen eine den NATO-Partnern angelehnte einfarbige Oliv-Variante im Farbton RAL 6014 (Gelboliv) ersetzt. Beim frühen Splittertarn der Bundeswehr setzen sich die grünen Splitterelemente jeweils an einer Seite durch weiße Linien von ihrem Umfeld ab, sodass ein Effekt entsteht, als wären die Grün-Vorlagen beim Siebdruck verschoben worden.
Eine weitere damals hergestellte Bundeswehr-Variante des Buntfarbenaufdrucks 31 zeigt nicht nur die grünen, sondern auch die braunen Flecken „verschoben“. Zudem sind die gestrichelten Linien wesentlich karger über das Grundtarnmuster verteilt.
Eine weitere Buntfarbenvariante wurde 1956 erprobt, aber nie in Serie gegeben. Dieses Muster war eine Variante des zuletzt genannten Bundeswehr-Splittertarns, nur dass schon der Untergrund grüner erscheint und das Linienmuster einem unregelmäßigen Blattmuster in Schwarz und halbdurchsichtigem Oliv gewichen ist.
1959 wurde die Produktion des Bundeswehr-Splittertarns M55 eingestellt. Helmtarnüberzüge mit dem Muster hielten sich noch in den 1960er Jahren und alte Anzüge mit diesem Tarnschema wurden bei der Luftwaffe noch in den 1990er Jahren aufgetragen. Bis 1990 wurde nun in der Bundeswehr einfarbiges Gelboliv (RAL 6014) getragen, das sich an den Kampfanzügen der europäischen US-Streitkräfte orientierte, die keine Tarnkleidung besaßen. Die Amerikaner waren von 1945 bis in die späten 1980er Jahre tonangebend für das optische Erscheinungsbild der meisten westeuropäischen Armeen.
Militärhistoriker vermuten hinter dem Schritt, die bewährte Tarnuniform abzuschaffen, rein politische Erwäggründe, da sich die Tarnung der deutschen Soldaten wesentlich verschlechterte und in die Zeit vor 1931 zurückfiel. Erst 1990, fast zehn Jahre nachdem die US-Armee ein vom Splittertarnmuster abgeleitetes Tarnschema eingeführt hatte, durfte die Bundeswehr ihr bereits seit 1976 erprobtes Tarnmuster, die Flecktarnvariante (Flecktarn B -groß-) einführen. Dieses Flecktarn bestätigte mit computerunterstützten Mitteln die ab 1935 gemachten Versuche des Malers und Buchkünstlers Johann Georg Otto Schick (* 26. Oktober 1882 in Karlsruhe). Schick gilt als Erfinder des Flecktarns und entwarf bis 1945 verschiedene dieser Muster für die Abteilung „T“ (Tarnung) der Waffen-SS.

### Deutsche Demokratische Republik
In der DDR wurde bei der Nationalen Volksarmee (NVA) und dem Ministerium des Inneren (MdI) von 1958 bis 1967 ein Tarnmuster verwendet, das von einem Flecktarnmuster der Waffen-SS, dem Eichenlaubmuster, abgeleitet worden war („Flächentarn“).
Ab 1965 ersetzte man das bisherige Muster langsam durch ein reines Strichtarnmuster. Dieses wurde mit Jahresbeginn 1970 generell in der NVA durchgesetzt. Dieses Tarnmuster, das einige Jahre zuvor in Polen entwickelt worden war, nahm in radikal vereinfachter Form die Striche des Buntfarbenaufdrucks wieder auf. Strichtarn wurde zusammen mit einem neuen Feldanzug in der NVA (Nationalen Volksarmee) vorgestellt und wurde in mehreren leicht variierenden Versionen hergestellt.

### Ungarn
In Ungarn wurde die Armee mit importierten Stoffen im deutschen Buntfarbenaufdruck beliefert. Das Muster blieb auch nach dem Zweiten Weltkrieg noch in Gebrauch.

### Bulgarien

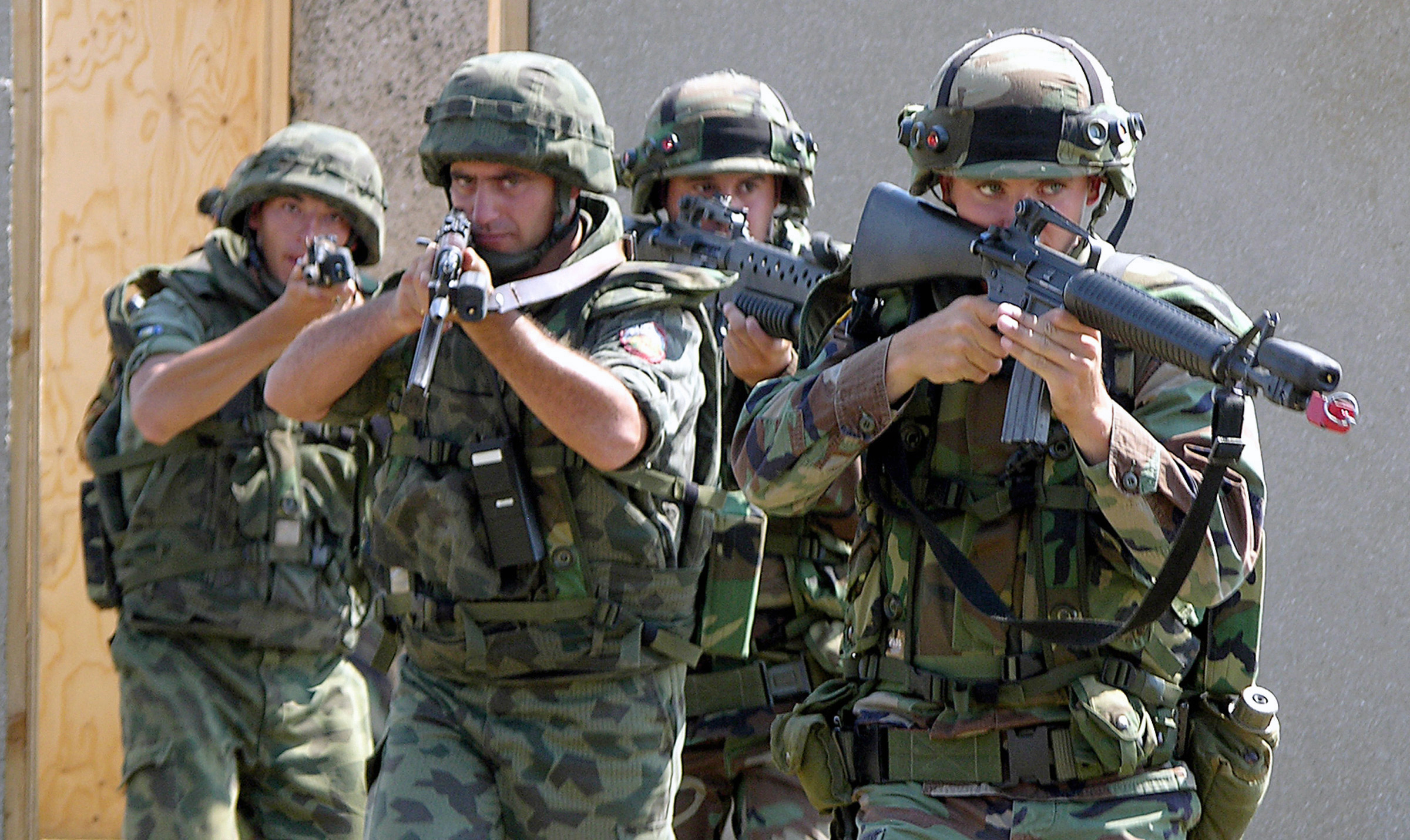
Bulgarisches Splittertarn, 2004

Bereits während des Krieges wurden Bulgariens Fallschirmjäger mit dem deutschen Buntfarbenaufdruck 1941 ausgestattet. Dessen typisch eckiges Erscheinungsbild mit den linearen gestrichelten Linien ist seit über 65 Jahren das nationale Tarnschema Bulgariens geblieben und wurde laufend weiterentwickelt.
Für die Fallschirmjäger wurde 1953 ein Dreifarben-Muster eingeführt, das direkt vom Buntfarbenaufdruck 1941 der deutschen Fallschirmjäger abgeleitet worden war, sich in Ausführung aber deutlich abhob. So waren die gestrichelten Linien hier nicht einheitlich in eine Richtung ausgerichtet, sondern konnten in einem begrenzten Rahmen variieren. Die Farbgebung wiederum orientierte sich am Vorbild, traf aber andere Töne. Das bulgarische Splittertarn 53 wurde später auch an Spezialeinheiten ausgegeben und bis 1991 getragen.
Das bulgarische Splittertarnmuster wurde in den 1960er und 1970er Jahren weiterentwickelt, wobei Formen und Farben variierten. Auch das Heer Im Jahr 1979 erschien eine weitere bulgarische Variante des Fallschirmjäger-Buntfarbenaufdrucks 1941 mit wellenförmigen gestrichelten Linien, die in ihrer strengen Ausrichtung wieder näher am deutschen Vorbild waren. 1991 wurde die Produktion des Musters eingestellt. 1997 wurde der aktuelle Dreifarben-Buntfarbenaufdruck für die gesamte bulgarische Armee eingeführt, wobei die gestrichelten Linien erneut in krakeliger Wellenform erscheinen.

### Polen
In Polen wurde 1956 ein Splittertarnmuster eingeführt, das sich in seinem Gesamterscheinungsbild vollkommen am Reichswehr-Buntfarbenaufdruck 1931 orientierte. Der Unterschied wird jedoch in der Farbwahl ersichtlich. Statt Braun verwendet der polnische Splittertarn einen leicht mit Purpur gemischten Grauton, während das Grün dunkler ist und mehr Rotanteile enthält. Das Graubeige des deutschen Strichtarn erscheint hier gelber. Wie in Deutschland war auch dieser Buntfarbenaufdruck für den ganzjährigen Einsatz vorgesehen. Er wurde jedoch bereits um 1960 wieder ausgemustert. In dieser Zeit erschien als Nachfolger das polnische Strichtarnmuster, das nur die abgesetzten Striche des Buntfarbenaufducks wiederaufnahm. Farbvarianten des polnischen Splittertarns sind möglich.

### Vereinigte Staaten von Amerika
Bereits 1948 durch das U.S. Army Engineer Research and Development Laboratory (ERDL), wurde der amerikanische ERDL-Buntfarbenaufdruck im Februar 1967 für die im Vietnamkrieg kämpfende US-Marineinfanterie sowie Spezialeinheiten eingeführt und war bis 1970 in Gebrauch. Das US-Muster übernimmt die graubeige Grundlage sowie den Grünton des deutschen Buntfarbenaufdrucks. Statt brauner Flecken wird jedoch Schwarz eingesetzt; auf die gestrichelten Linien verzichten die Amerikaner. Zudem unterscheidet sich die Formgebung der Flecken deutlich vom Buntfarbenaufdruck 31 und nimmt hier als Vorbild das Leibermuster von 1945, das eine Variante des Flecktarns ist. Das im September 1981 für die gesamte US-amerikanische Armee eingeführte Vierfarben-„Woodland“-Tarnmuster wiederum wurde aus dem ERDL-Buntfarbenaufdruck abgeleitet. Es kann daher als entfernter Verwandter des Splittertarns angesehen werden. Das Woodlandmuster wird heute weiterhin von vielen Ländern verwendet. In der US-amerikanischen Armee wurde dieses Tarnmuster zwischen 2005 und 2007 durch das aufgrund seiner schwächeren Tarnleistung mit Befehl vom Juli 2014 schnell wieder abgeschaffte Digitaltarnmuster Universal Camouflage Pattern durch das traditionellere Operational Camouflage Pattern ersetzt.

### Schweden

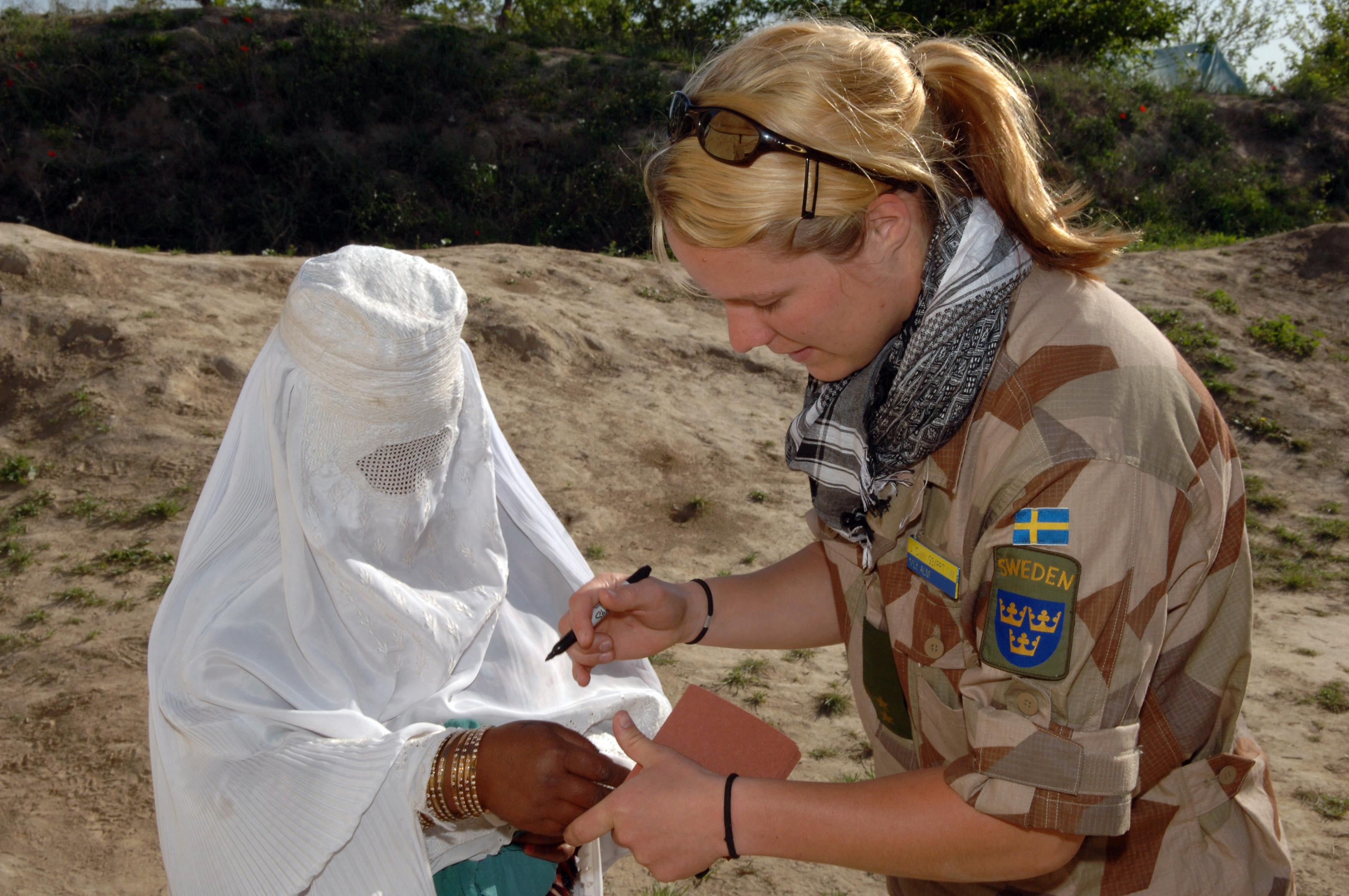
Schwedisches Splittertarn für Wüstengebiete, 2006

Seit 1990 wird von den schwedischen Streitkräften ein Vierfarben-Splittertarnmuster getragen, das dem Buntfarbenaufdruck 31 durch die Wiederaufnahme der scharfeckigen linearen Flecken nahesteht. Die Unterschiede ergeben sich in der Schematik, da die Flecken auf dem Untergrund nicht frei verteilt sind, sondern direkt aneinanderstoßen und nicht von den gestrichelten Linien des Urmusters überlagert werden sowie in der Farbgebung. Auf einem beigen Hintergrund sind marineblaue, dunkel- und hellgrüne Flecken verteilt.
Dieses Tarnmuster wurde auch nach Lettland exportiert, um dort die SFOR-Kräfte für Bosnien und Herzegowina auszurüsten.